# Municipio de Owanka
El municipio de Owanka (en inglés: Owanka Township) es un municipio ubicado en el condado de Pennington en el estado estadounidense de Dakota del Sur. En el año 2010 tenía una población de 28 habitantes y una densidad poblacional de 0,21 personas por km².

## Geografía
El municipio de Owanka se encuentra ubicado en las coordenadas 44°2′16″N 102°34′23″O / 44.03778, -102.57306. Según la Oficina del Censo de los Estados Unidos, el municipio tiene una superficie total de 131.35 km², de la cual 131,35 km² corresponden a tierra firme y (0 %) 0 km² es agua.

## Demografía
Según el censo de 2010, había 28 personas residiendo en el municipio de Owanka. La densidad de población era de 0,21 hab./km². De los 28 habitantes, el municipio de Owanka estaba compuesto por el 96,43 % blancos, el 3,57 % eran amerindios. Del total de la población el 0 % eran hispanos o latinos de cualquier raza.